# Brystol
Brystol (lub bristol) – rodzaj papieru. Gruby (ponad 0,006 cala, tj. 0,15 mm), sztywny (o gramaturze 150-300 g/m²) karton kreślarski lub rysunkowy, sprzedawany w arkuszach (klasyczny format 22,5"×28,5", tj. 571,5×723,9 mm, bliski tradycyjnemu anglosaskiemu formatowi elephant – 23"×28"). Najczęściej biały, wytwarzany także w wersjach kolorowych.
Początkowo był produkowany w angielskim Bristolu i nazwa tego miasta, w lekko zmienionej wersji, stała się terminem określającym ten rodzaj papieru.
W Polsce w handlu detalicznym najczęściej dostępny w arkuszach w formacie A1 (594×841 mm), w gramaturach 160 i 250 g/m², ale także zwinięty w rolach szerokości 100 lub 200 cm i długości kilkudziesięciu metrów.
Brystol charakteryzuje się dużą odpornością na ścieranie (ołówka, atramentu, tuszu – za pomocą gumki lub nożyka).